# Петропавловский сельсовет (Свободненский район)
Петропа́вловский сельсовет — сельское поселение в Свободненском районе Амурской области России.
Административный центр — село Буссе.

## История
2 августа 2005 года в соответствии Законом Амурской области № 31-ОЗ муниципальное образование наделено статусом сельского поселения.

## Население
| 2002 | 2010 | 2011 | 2012 | 2013 | 2014 | 2015 |
| ---- | ---- | ---- | ---- | ---- | ---- | ---- |
| 404  | ↗656 | →656 | ↘647 | ↘628 | ↗656 | ↘619 |
| 2016 | 2017 | 2018 | 2021 |      |      |      |
| ↗624 | ↘604 | ↘594 | ↘300 |      |      |      |

## Состав сельского поселения
| № | Населённый пункт | Тип населённого пункта       | Население |
| - | ---------------- | ---------------------------- | --------- |
| 1 | Буссе            | село, административный центр | ↘505      |
| 2 | Петропавловка    | село                         | ↘89       |

## Местный совет
676415, Амурская обл., Петропавловский р-н, с. Буссе, ул. Центральная, 7, тел. 39-540.